# الصيف الزاخر (رواية)
رواية الصيف الزاخر لعام (2000) وهي الرواية الخامسة للكاتبة الأمريكية باربرا كنغ سولفر[بحاجة لمصدر]، و تركز بشكل كبيرعلى المواضيع البيئية[بحاجة لمصدر] وتتميز بالقصص ذات الحبكات المتشابكة التي تعد من سمات أدب سولفر. تتحدث الرواية عن ثلاث قصصٍ عن الحب والفقدان والارتباطات  في ريف ولاية فرجينيا.[بحاجة لمصدر]

## ملخص الرواية
تتحدث رواية الصيف الزاخر عن قصة بلدةٍ صغيرةٍ في أبلاتشيا[بحاجة لمصدر] خلال صيف فريد شديد الرطوبة، عندما تتكشف ثلاث قصص متشابكة عن الحب، والفقدان والعائلة للعيان في ربوع برية خصبة لجبال فرجينيا. و تتبع الرواية قصة حياة ديانا المرأة الوحيدة التي تعمل حارسة جوالة في متنزه كبير، و كذلك حياة عالمة الحشرات لوسا التي ترملت مؤخرًا و أصبحت على خلاف مع عائلة زوجها المزارع الراحل، وكذلك قصة حياة غارنيت الرجل الكبير في السن الذي يحلم في استعادة سلالة شجرة الكستناء الأمريكية المنقرضة.
إن الكم الهائل من المعرفة لدى كنغ سولفر في علم الأحياء معروض في هذا الكتاب، المليء بالمفاهيم البيئية والحقائق البيولوجية، كما تعكس كتاباتها أيضًا معرفتها بأرياف ولاية فرجينيا المكان الذي ترعرعت فيه. وفي مقدمة الكتاب تشكر كنغ سولفرأصدقائها وجيرانها في فرجينيا، وكذلك فريد هيربارد من مؤسسة شجرة الكستناء الأمريكية.

## روابط خارجية
- الصيف الضال (رواية) على موقع الموسوعة البريطانية (الإنجليزية)